# Афеленхоїд звичайний
Афеленхоїд звичайний (Aphelenchoides parietinus) — вид рослинопатогенних нематод. Вид зареєстрований у Європі й Австралії.